# Carlos Ponce
Carlos Armando Ponce Freyre (ur. 4 września 1972 w San Juan) – portorykański aktor, piosenkarz i kompozytor.

## Życiorys

### Wczesne lata
Jego rodzice, Carlos Ponce, Sr. i Esther Freyre, emigrowali z Kuby po rewolucji kubańskiej. Po jego narodzinach, rodzina przeniosła się do Humacao, gdzie dorastał. Swoją karierę w mediach rozpoczął w wieku sześciu lat udziałem w reklamie telewizyjnej. Następnie zapisał się do klubu teatralnego w Humacao. Po przeprowadzce w 1986 roku do Miami kontynuował naukę aktorstwa. 

### Kariera
W 1990 roku ukończył South Miami High School w Miami, otrzymał stypendium z Southeastern Theater Conference i rozpoczął naukę w New World School of the Arts, jednak gdy dostał propozycję poprowadzenia programu hiszpańskiego kanału Univisión Hablando (Talking) przerwał studia aktorskie. Był także gospodarzem programu Univisión Control (1994-95), za którą odebrał dwie regionalne nagrody Emmy dla najlepszego gospodarza programu.
Pojawił się w roli Renato w telenoweli meksykańskiej Zakazane uczucia (Sentimientos ajenos, 1996) z Mario Cimarro, a podczas pracy na planie nagrał piosenkę wchodzącą w skład ścieżki muzycznej. Jego nagranie spodobało się producentom EMI i postanowili podpisać kontrakt. Jego debiutancki album Carlos Ponce (1998) przez dziewięć tygodni był na pierwszym miejscu Latin Billboard i został laureatem kilku prestiżowych latynoskich nagród muzycznych.
Wystąpił gościnnie w jednym z odcinków opery mydlanej dla młodzieży Spelling Television Beverly Hills, 90210 (1998) w jako Tom Savin, a potem w serialach: ABC Jeden raz i znowu (Once and Again, 2001), CBS Siódme niebo (7th Heaven, 1998, 2003-06) w roli Carlosa Rivery oraz telenoweli Telemundo Miłość jak czekolada (Dame Chocolate, 2007) jako Bruce Remington.
Nagrał też piosenkę do bajki Walt Disney Studios "Bella Notte" - Zakochany kundel 2 (Lady and the Tramp II: Scamp's Adventure, 2001). W komedii Papi i dziewczyny (Chasing Papi, 2003) z udziałem Roselyn Sanchez i Eduardo Verástegui wystąpił i zaśpiewał piosenkę "Llevame Contigo". W 2010 roku wystąpił w telenoweli Telemundo – Pieska miłość jako Antonio Brado. Grał również w serialu W sercu Hollywood (Hollywood Heights) jako Max Duran, tata Eddiego Durana - gwiazdy rocka. W 2016 pojawił się gościnnie w serialu Pokojówki z Beverly Hills jako Benjamin "Ben" Pacheco.

## Życie prywatne
W 1988 roku poznał swoją przyszłą żonę Verónicę Rubio, którą poślubił w październiku 1996 roku. Mają dwóch synów - Giancarlo (ur. 1999) i Sebastiána Joela (ur. 2001). W 2003 roku adoptowali rosyjskie bliźniaczki: Sienę Natashę i Savannę Alę (ur. 2002). Rozwiedli się w 2010 roku. W tym samym roku aktor związał się z Ximeną Duque.

## Dyskografia

### Albumy
- 1998: Carlos Ponce
- 1999: Todo Lo Que Soy
- 2002: Ponce
- 2003: La Historia
- 2005: Celebrando 15 Años
- 2005: Lo Basico

### Single
- 1998: "Rezo"
- 1998: "Decir Adiós"
- 1999: "Recuerdo"
- 1999: "Te Vas"
- 1999: "Escúchame"
- 1999: "Busco una Mujer"
- 2000: "La Razón de mi Ser"
- 2001: "Mujer con Pantalones"

### Filmy fabularne
- 2001: Zakochany kundel II: Przygody Chapsa (Lady and the Tramp II: Scamp's Adventure)
- 2003: Papi i dziewczyny (Chasing Papi) – w roli samego siebie
- 2005: Deuce Bigalow: Boski żigolo w Europie (Deuce Bigalow: European Gigolo) jako Rodrigo
- 2005: Meet Me in Miami jako Luis
- 2006: Całe szczęście (Just My Luck) jako Antonio
- 2006: Stranded (TV) jako inspektor Raddimus
- 2009: Raj dla par (Couples Retreat) jako Salvadore
- 2011: Rio jako Marcel (głos)
- 2015: Single in South Beach jako Robert
- 2016: Epoka lodowcowa 5: Mocne uderzenie (Ice Age: Collision Course) jako Mariachi Beaver (głos)

### Telenowele/seriale TV
- 1994-95: Control jako gospodarz
- 1998: Siódme niebo (7th Heaven) jako Carlos Rivera
- 1998: Beverly Hills, 90210 w jako Tom Savin
- 2003: Karen Sisco jako Will
- 2003: Ángel de la guarda, mi dulce compañía jako Gustavo Almansa
- 2003-2006: Siódme niebo (7th Heaven) jako Carlos Rivera
- 2006–2007: Miłość jak czekolada (Dame Chocolate) jako Bruce Remington
- 2008: Szminka w wielkim mieście (Lipstick Jungle) jako Rodrigo Vega
- 2010: Pieska miłość (Perro Amor) jako Antonio Brado
- 2011–2012: Podwójne życie Angeliki (Dos Hogares) jako Santiago Ballesteros
- 2012: W sercu Hollywood (Hollywood Heights) jako Max Duran
- 2013: Santa Diabla jako Humberto Cano
- 2013: Arranque de Pasión jako Chceco Fernández
- 2014–2015: Cristela jako Felix
- 2016: Telenovela jako Diego
- 2016: Pokojówki z Beverly Hills (Devious Maids) jako Benjamin "Ben" Pacheco
- 2016–2017: Silvana Sin Lana jako Manuel Gallardo